# الساندرو برناردینی
الساندرو برناردینی (انگلیسی: Alessandro Bernardini؛ زادهٔ ۲۱ ژانویهٔ ۱۹۸۷) بازیکن فوتبال اهل ایتالیا است.
از باشگاه‌هایی که در آن بازی کرده‌است می‌توان به باشگاه فوتبال پارما، باشگاه فوتبال کیه‌وو ورونا، باشگاه فوتبال سالرنیتانا، باشگاه فوتبال لیورنو، و باشگاه فوتبال وارزه اشاره کرد.